# Harrinoja
De Harrinoja is een beek, die stroomt in de Zweedse  provincie Norrbottens län. Zij ontstaat aan de noordkant van een klein moeras en stroomt ook noordwaarts buigt dan om naar het zuidoosten te stromen. Zij stroomt door een groter moeras Harrikangas om uiteindelijk uit te monden in de Torne. Totale lengte met bovenloop 10 kilometer.